# Рене Ауфгаузер
Рене Ауфгаузер (нім. René Aufhauser; нар. 21 червня 1976, Фойтсберг) — колишній австрійський футболіст, півзахисник клубу. Насамперед відомий виступами за ГАК (Грац) та «Ред Булл», а також національну збірну Австрії, у складі якої був учасником домашнього Євро-2008.
По завершенні ігрової кар'єри став футбольним тренером.

## Клубна кар'єра
Народився 21 червня 1976 року в місті Фойтсберг. Вихованець футбольної школи клубу «Кефлах».
У дорослому футболі дебютував 1995 року виступами за команду «Фойтсберг», в якій провів два сезони, взявши участь у 17 матчах чемпіонату.

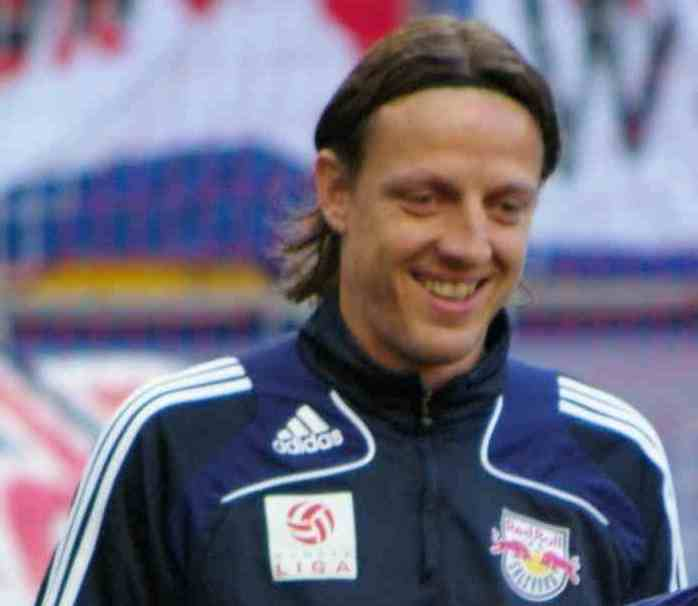
Рене Ауфгаузер 2009 року в складі «Ред Булла»

Своєю грою за цю команду привернув увагу представників тренерського штабу «Аустрії» (Зальцбург), до складу якого приєднався 1997 року. Відіграв за команду із Зальцбурга наступні чотири сезони своєї ігрової кар'єри. Більшість часу, проведеного у складі зальцбурзької «Аустрії», був основним гравцем команди.
Протягом 2001–2005 років захищав кольори клубу ГАК (Грац). За цей час виборов титул чемпіона Австрії.
2005 року Рене повернувся у «Аустрію», яка тепер вже називалася «Ред Булл». У складі зальцбурзької команди провів ще п'ять років своєї кар'єри гравця. Граючи у складі «Ред Булла» також здебільшого виходив на поле в основному складі команди.
До складу клубу ЛАСК (Лінц) приєднався в січні 2010 року. За два з половиною роки встиг відіграти за команду з Лінца 79 матчів в національному чемпіонаті.
Завершив професійну ігрову кар'єру у нижчоліговому клубі «Ліферінг», за який виступав протягом 2012—2014 років, зігравши у 39 матчах чемпіонату.

## Виступи за збірну
27 березня 2002 року дебютував в офіційних матчах у складі національної збірної Австрії в товариській грі проти збірної Німеччини.
У складі збірної був учасником чемпіонату Європи 2008 року в Австрії та Швейцарії, на якому зіграв в усіх трьох матчах збірної. Незабаром після завершення Євро перестав викликатись до лав збірної.
Всього за сім років провів у формі головної команди країни 58 матчів, забивши 12 голів.

## Тренерська кар'єра

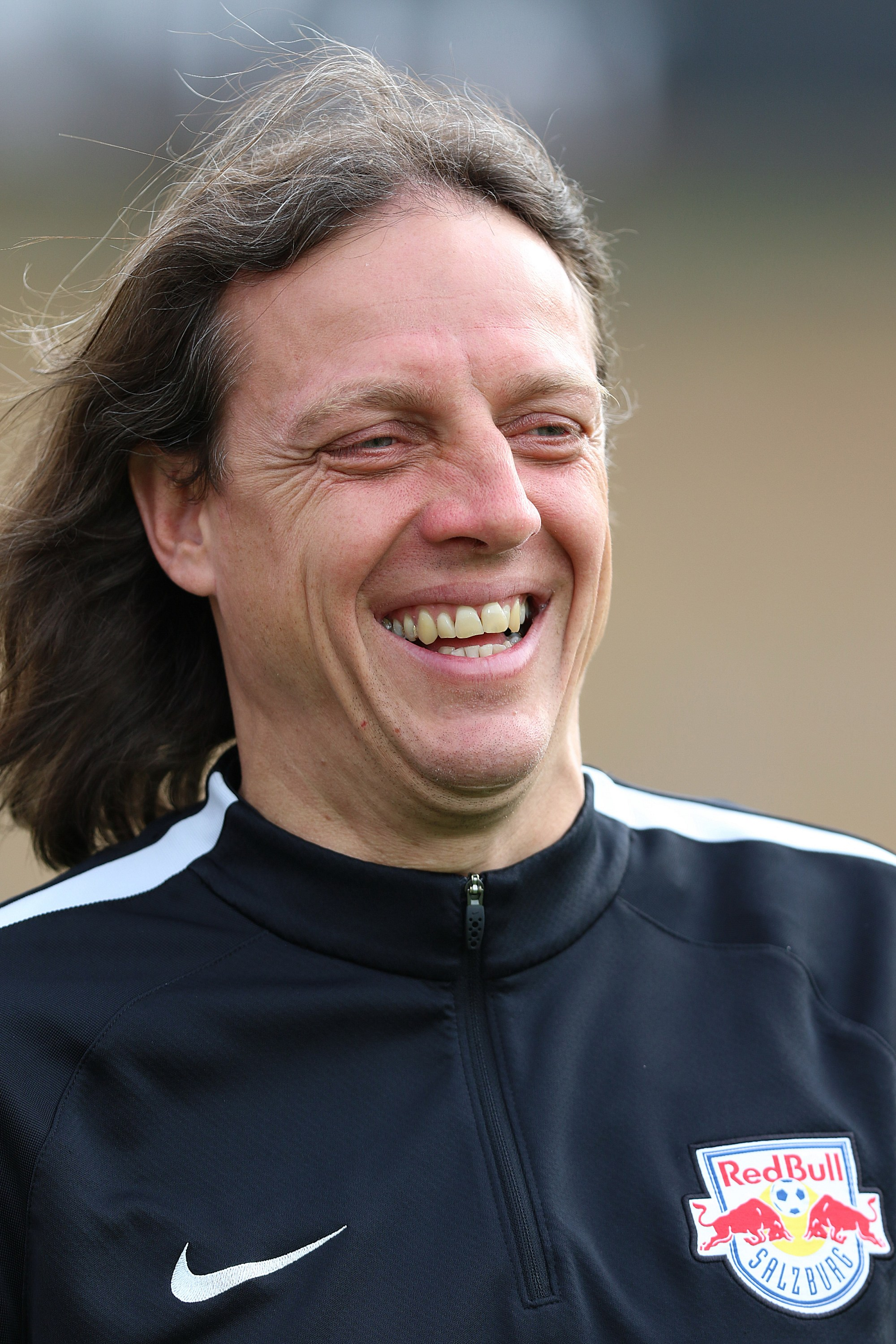
Рене Ауфгаузер 2017.

По завершенні ігрової кар'єри залишився у «Ліферінгу», де став помічником головного тренера. На початку 2016 року став асистенотом головного тренера «Ред Булла» Оскара Гарсії.

## Статистика

### Збірна
| Збірна Австрії | Збірна Австрії | Збірна Австрії |
| Роки           | Ігри           | Голи           |
| -------------- | -------------- | -------------- |
| 2002           | 8              | 1              |
| 2003           | 8              | 1              |
| 2004           | 6              | 0              |
| 2005           | 7              | 3              |
| 2006           | 7              | 3              |
| 2007           | 12             | 2              |
| 2008           | 10             | 2              |
| Всього         | 58             | 12             |

## Титули і досягнення
- Володар Кубка Австрії (2):

«Грацер»: 2001-02, 2003-04
- Чемпіон Австрії (4):

«Грацер»: 2003-04
«Ред Булл»: 2006-07, 2008-09, 2009-10
- Володар Суперкубка Австрії (1):

«Грацер»: 2002